# Ogcocephalus notatus
Ogcocephalus notatus är en fiskart som först beskrevs av Valenciennes, 1837.  Ogcocephalus notatus ingår i släktet Ogcocephalus och familjen Ogcocephalidae. Inga underarter finns listade i Catalogue of Life.